# Edmund Wilczyński
Edmund Wilczyński (ur. 15 lutego?/27 lutego 1896 w Lidzie, zm. 24 maja 1969 w Łodzi) – polski polityk, senator w II RP.
Członek POW, następnie podczas wojny polsko-bolszewickiej służył w WP. Zdemobilizowany w 1922 w stopniu sierżanta
13 listopada 1938 roku został senatorem V kadencji (1938–1939).
Odznaczony Krzyżem Walecznym za działalność w POW (1922).